# Draž
Draž (maďarsky Darázs) je obec (opčina) v Osijecko-baranjské župě ve východním Chorvatsku. V roce 2011 zde žilo celkem 623 obyvatel.
Obec se rozkládá v rovinaté Panonské nížině, v blízkosti trojmezí Chorvatska, Srbska a Maďarska, poblíž řeky Dunaje. Historický region, do kterého spadá, nese název Baranja.
Draž patří mezi méně rozvinuté obce v rámci Chorvatska. Místní obyvatelstvo je především chorvatské a maďarské národnosti, živí se většinou zemědělstvím. V roce 1944 probíhala v blízkosti obce Batinská operace, přechod jednotek Rudé armády přes Dunaj směrem dále na západ.

## Doprava
Draž se nachází stranou hlavních dopravních tahů. Západním okrajem obce (opčiny) však prochází  evropská silnice E73 (Budapešť-Osijek) a je zde důležitý silniční hraniční přechod Udvar – Duboševica mezi Maďarskem a Chorvatskem. Východním okrajem obce (opčiny) prochází evropská silnice E662.